# Битва при Коломбангара
Битва при Коломбангара (англ. Battle of Kolombangara) — одно из боевых столкновений на море в ходе Тихоокеанской кампании Второй мировой войны. Произошло 13 июля 1943 года, близ острова Коломбангара.

## Предыстория
В это время на юге острова Коломбангара велись упорные бои за Вилу и японцы постоянно направляли туда подкрепления. Очередной рейс «Токийского экспресса» был назначен на ночь с 12 на 13 июля 1943 года. Было сформировано соединение кораблей под командованием контр-адмирала Идзаки. Группа прикрытия, состоящая из лёгкого крейсера и пяти эсминцев сопровождала транспортную группу — четыре эсминца, нагруженные войсками. На японских кораблях впервые был установлен экспериментальный прибор обнаружения радиоизлучения, позволяющий обнаружить работающий радар задолго до того, как тот сможет засечь цель.
На перехват была послана оперативная группа 36.1 адмирала Эйнсуорта, неделю назад участвовавшая в битве в заливе Кула. Буквально в последний момент группе для усиления были приданы ещё одна эскадра эсминцев и новозеландский лёгкий крейсер «Линдер».

## Состав сторон
| США                  | США                                                                                        | Япония              | Япония |
| -------------------- | ------------------------------------------------------------------------------------------ | ------------------- | --- |
| 9 дивизион крейсеров | лёгкий крейсер «Гонолулу» лёгкий крейсер «Сент-Луис» лёгкий крейсер «Линдер»               | Группа прикрытия    | лёгкий крейсер «Дзинцу» эсминец «Микадзуки» эсминец «Юкикадзэ» эсминец «Хамакадзэ» эсминец «Кияонами» эсминец «Югурэ» |
| 21 эскадра эсминцев  | эсминец «Николас» эсминец «О’Баннон» эсминец «Редфорд» эсминец «Дженкинс» эсминец «Тейлор» | Транспортная группа | эсминец «Сацуки» эсминец «Минадзуки» эсминец «Мацукадзэ» эсминец «Юнаги»                                              |
| 12 эскадра эсминцев  | эсминец «Ральф Талбот» эсминец «Маури» эсминец «Бьюкенен» эсминец «Вудворт» эсминец «Гвин» |                     | |

## Бой
Японские корабли были обнаружены с гидросамолёта в 0:36. В 1:00 был установлен радарный контакт. Эйнсуорт предполагал сделать японцам сюрприз, не подозревая, что благодаря прибору обнаружения радаров противник узнал о приближении американцев ещё почти два часа назад.
В 1:06 Эйнсуорт скомандовал поворот к перехвату. Его эскадра следовала колонной: пять эсминцев в авангарде, затем крейсера и пять эсминцев в арьергарде. В 1:10 авангардные эсминцы произвели торпедный залп по японцам с дистанции в 10 километров. Через несколько минут японцы ответили тем же.
«Дзинцу» включил прожектор и открыл артиллерийский огонь. К месту событий подошли остальные корабли союзной эскадры и вступили в бой, как обычно, сосредоточив огонь на самом крупном корабле противника. За 18 минут по «Дзинцу» было выпущено порядка 3000 5- и 6-дюймовых снарядов, и, получив вдобавок торпедное попадание, он начал тонуть.
В 1:22 эскадра союзников понесла первые потери — новозеландский «Линдер» был торпедирован и, снизив скорость, вышел из боя из-за серьёзных повреждений. В сопровождение ему были отданы эсминцы «Редфорд» и «Дженкинс».
Четыре японских эсминца («Микадзуки» остался у тонущего «Дзинцу») увеличили скорость и скрылись за пределы видимости. Эйнсуорт отправил за ними три своих эсминца (по пути они добили торпедами тонущий «Дзинцу»). Однако японцы и не думали отступать, а, перезарядив торпедные аппараты и зайдя с другой стороны, ударили торпедами. В темноте американцы не сразу поняли, что перед ними противник, и поплатились за это. В 2:08 торпеда поразила носовую часть «Сент-Луиса», а в «Гонолулу» попали даже дважды — в нос и в корму (к счастью для американцев, «кормовая» торпеда не взорвалась). В 2:14 «Гвин» получил торпедное попадание в район миделя и оказался сильно повреждён. Основные силы союзной эскадры потеряли ход и на этом бой был окончен.

## Итоги
К утру «Гвин» был оставлен экипажем и затоплен, «Гонолулу» и «Сент-Луис» получили тяжёлые повреждения и выбыли из боевых действий на несколько месяцев. Ремонт «Линдера» занял почти год и в боях он больше не участвовал.
Японское соединение не получило никаких повреждений за исключением затонувшего «Дзинцу» и транспортная группа успешно доставила 1200 человек пополнения по месту назначения. Таким образом, можно говорить о победе Японии в этом сражении.